# سیارک ۲۲۵۶۶
سیارک ۲۲۵۶۶ (به انگلیسی: 22566 Irazaitseva، نامگذاری:1998HY31) بیست و دو هزار و پانصد و شصت و ششمین سیارک کشف شده‌است که در ۲۰ آوریل ۱۹۹۸ کشف شد.
قدر مطلق سیارک برابر ۹.۳ است.